# Parijs-Camembert 2015
De 76e editie van de wielerwedstrijd Parijs-Camembert werd gehouden op 5 april 2015. De start was in Pont-Audemer, de finish in Vimoutiers. De wedstrijd maakte deel uit van de UCI Europe Tour 2015, in de categorie 1.1. De vorige editie werd gewonnen door Bryan Coquard. Net als vorig jaar werd het podium volledig gevuld door Fransen. Julien Loubet won, voor Pierrick Fédrigo en Samuel Dumoulin.

## Deelnemende ploegen
| WorldTour        | ProContinentaal              | Continentaal            |
| ---------------- | ---------------------------- | ----------------------- |
| AG2R La Mondiale | Bretagne-Séché Environnement | Armée de Terre          |
| FDJ              | Cofidis                      | Auber 93                |
|                  | Europcar                     | Marseille 13 KTM        |
|                  | Androni Giocattoli           | Roubaix Lille Métropole |
|                  | Colombia                     | Vorarlberg              |
|                  | Cult Energy                  | Wallonie-Bruxelles      |
|                  | MTN-Qhubeka                  |                         |
|                  | Topsport Vlaanderen-Baloise  |                         |
|                  | Unitedhealthcare             |                         |

## Uitslag
| Plaats  | Naam                | Ploeg                        | Tijd     |
| ------- | ------------------- | ---------------------------- | -------- |
| Winnaar | Julien Loubet       | Marseille 13 KTM             | 4u51'46" |
| 2       | Pierrick Fédrigo    | Bretagne-Séché Environnement | z.t.     |
| 3       | Samuel Dumoulin     | AG2R La Mondiale             | + 9"     |
| 4       | Kévin Ledanois      | Bretagne-Séché Environnement | z.t.     |
| 5       | Yukiya Arashiro     | Europcar                     | z.t.     |
| 6       | Maxime Renault      | Auber 93                     | z.t.     |
| 7       | Kristian Sbaragli   | MTN-Qhubeka                  | z.t.     |
| 8       | Anthony Geslin      | FDJ                          | z.t.     |
| 9       | Sébastien Delfosse  | Wallonie-Bruxelles           | z.t.     |
| 10      | Evaldas Šiškevičius | Marseille 13 KTM             | z.t.     |
| 11      | Jimmy Turgis        | Roubaix Lille Métropole      | z.t.     |
| 12      | Anthony Delaplace   | Bretagne-Séché Environnement | z.t.     |
| 13      | Guillaume Levarlet  | Auber 93                     | z.t.     |
| 14      | Victor Campenaerts  | Topsport Vlaanderen-Baloise  | z.t.     |
| 15      | Nacer Bouhanni      | Cofidis                      | z.t.     |
| 16      | Romain Combaud      | Armée de Terre               | z.t.     |
| 17      | Marco Canola        | Unitedhealthcare             | z.t.     |
| 18      | Clément Koretzky    | Vorarlberg                   | z.t.     |
| 19      | Julien El Fares     | Marseille 13 KTM             | z.t.     |
| 20      | Pierre-Luc Périchon | Bretagne-Séché Environnement | z.t.     |

Etappewedstrijden

 Ster van Bessèges · 
 Ronde van de Algarve · 
 Ruta del Sol · 
 Ronde van de Haut-Var · 
 Driedaagse van West-Vlaanderen · 
 Internationale Wielerweek · 
 Internationaal Wegcriterium · 
 Driedaagse van De Panne-Koksijde · 
 Ronde van de Sarthe · 
 Ronde van Castilië en León · 
 Ronde van Trentino · 
 Ronde van Kroatië · 
 Ronde van Turkije · 
 Ronde van Yorkshire · 
 Ronde van Asturië · 
 Vierdaagse van Duinkerke · 
 Ronde van Azerbeidzjan · 
 Ronde van Madrid · 
 Ronde van Beieren · 
 Ronde van Picardië · 
 Ronde van Noorwegen · 
 World Ports Classic · 
 Tour des Fjords · 
 Ronde van Estland · 
 Ronde van België · 
 Ronde van Luxemburg · 
 Boucles de la Mayenne · 
 Ster ZLM Toer · 
 Ronde van Slovenië · 
 Route du Sud · 
 Sibiu Cycling Tour · 
 Ronde van Oostenrijk · 
 Ronde van Wallonië · 
 Ronde van Portugal · 
 Ronde van Burgos · 
 Ronde van Denemarken · 
 Ronde van de Ain · 
 Ronde van Tsjechië · 
 Arctic Race of Norway · 
 Ronde van de Limousin · 
 Ronde van Poitou-Charentes · 
 Ronde van Groot-Brittannië · 
 Ronde van Gévaudan Languedoc-Roussillon · 
 Eurométropole Tour
Eendaagse wedstrijden

 Trofeo Santanyí-Ses Salines-Campos · 
 Trofeo Andratx-Mirador d'Es Colomer · 
 Trofeo Serra de Tramuntana · 
 Trofeo Playa de Palma-Palma · 
 GP La Marseillaise · 
 Grote Prijs van de Etruskische Kust · 
 Ronde van Murcia · 
 Clásica de Almería · 
 Trofeo Laigueglia · 
 Omloop Het Nieuwsblad · 
 Classic Sud Ardèche · 
 GP Lugano · 
 La Drôme Classic · 
 Kuurne-Brussel-Kuurne · 
 Le Samyn · 
 Strade Bianche · 
 Ronde van Drenthe · 
 Dwars door Drenthe · 
 Nokere Koerse · 
 GP Nobili Rubinetterie · 
 Handzame Classic · 
 Ronde van Zeeland Seaports · 
 Classic Loire-Atlantique · 
 Grote Prijs van Cholet-Pays de Loire · 
 Dwars door Vlaanderen · 
 Classica Corsica · 
 Route Adélie de Vitré · 
 Grote Prijs Miguel Indurain · 
 Volta Limburg Classic · 
 Ronde van La Rioja · 
 Parijs-Camembert · 
 Scheldeprijs · 
 Klasika Primavera · 
 Brabantse Pijl · 
 GP Denain · 
 Ronde van de Finistère · 
 Tro Bro Léon · 
 La Roue Tourangelle · 
 Ronde van de Apennijnen · 
 Grote Prijs van de Somme · 
 Grote Prijs van Plumelec · 
 ProRace Berlin · 
 Boucles de l'Aulne · 
 GP Kanton Aargau · 
 Ronde van Keulen · 
 Ronde van Limburg · 
 Velothon Wales · 
 Halle-Ingooigem · 
 Trofeo Matteotti · 
 GP Cerami · 
 GP Industria & Artigianato-Larciano · 
 Prueba Villafranca de Ordizia · 
 Ronde van Toscane · 
 Circuito de Getxo · 
 Polynormande · 
 RideLondon Classic · 
 GP Stad Zottegem · 
 Arnhem-Veenendaal Classic · 
 GP Jef Scherens · 
 Druivenkoers Overijse · 
 Schaal Sels · 
 Brussels Cycling Classic · 
 GP Fourmies · 
 Velothon Stockholm · 
 Ronde van de Doubs · 
 Coppa Bernocchi · 
 Coppa Agostoni · 
 GP van Wallonië · 
 Kampioenschap van Vlaanderen · 
 Memorial Marco Pantani · 
 Grote Prijs Impanis-Van Petegem · 
 GP van Isbergues · 
 GP Industria & Commercio di Prato · 
 Omloop van het Houtland · 
 Duo Normand · 
 Ronde van de Drie Valleien · 
 Milaan-Turijn · 
 Ronde van Piemonte · 
 Ronde van het Münsterland · 
 Ronde van de Vendée · 
 Memorial Frank Vandenbroucke · 
 Coppa Sabatini · 
 Parijs-Bourges · 
 Ronde van Emilia · 
 GP Beghelli · 
 Parijs-Tours · 
 Nationale Sluitingsprijs · 
 Chrono des Nations
1946 · 1947 · 1948 · 1949 · 1950 · 1951 · 1952 · 1953 · 1954 · 1955 · 1956 · 1957 · 1958 · 1959 · 1960 · 1961 · 1962 · 1963 · 1964 · 1965 · 1966 · 1967 · 1968 · 1969 · 1970 · 1971 · 1972 · 1973 · 1974 · 1975 · 1976 · 1977 · 1978 · 1979 · 1980 · 1981 · 1982 · 1983 · 1984 · 1985 · 1986 · 1987 · 1988 · 1989 · 1990 · 1991 · 1992 · 1993 · 1994 · 1995 · 1996 · 1997 · 1998 · 1999 · 2001 · 2002 · 2003 · 2004 · 2005 · 2006 · 2007 · 2008 · 2009 · 2010 · 2011 · 2012 · 2013 · 2014 · 2015 · 2016 · 2017 · 2018 · 2019 · 2020 · 2021 · 2022 · 2023 · 2024